# Heterangaeus esakii
Heterangaeus esakii är en tvåvingeart som beskrevs av Alexander 1924. Heterangaeus esakii ingår i släktet Heterangaeus och familjen hårögonharkrankar. Inga underarter finns listade i Catalogue of Life.